# Гронки, Джованни
Джова́нни Гро́нки (итал. Giovanni Gronchi; 10 сентября 1887, Понтедера, провинция Пиза, Королевство Италия — 17 октября 1978, Рим, Италия) — итальянский государственный деятель, третий президент Италии (1955—1962). Президентский срок Гронки, представлявшего левое крыло христианских демократов, ознаменовался неудачной попыткой «сдвига влево» с целью открытия правительственной коалиции для левых партий.

## Биография

### Начало политической карьеры
Был одним из первых членов Христианского движения в Италии, основанного католическим священником Ромоло Мурри в 1902 году. Свою первую учёную степень в области литературы и философии получил, обучаясь в Высшей нормальной школе Пизы. С 1911 по 1915 год работал учителем в нескольких городах Италии, в том числе в Парме, Массе, Бергамо и Монце.
С началом Первой мировой войны вызвался добровольцем на фронт, а после её окончания в 1919 году стал одним из основателей католической Итальянской народной партии. В 1919 и 1921 годах Гронки избирался в итальянский парламент в качестве депутата от Пизы. В то же время он возглавлял итальянскую конфедерацию христианских трудящихся, а в 1922—1923 годах был заместителем министра промышленности и торговли в первом правительстве Бенито Муссолини. Однако в апреле 1923 года на национальном заседании Народной партии в Турине было принято решение снять со всех правительственных должностей представителей данной партии, среди которых был и Джованни Гронки. После этого он вернулся на должность лидера профсоюзов, и в дальнейшем часто попадал в опалу у фашистских отрядов, с которыми ему приходилось сталкиваться.
В 1924 году, после того как Луиджи Стурцо ушёл с поста секретаря Народной партии, эту должность занял Гронки, вместе с двумя другими видными партийными деятелями (Спатаро и Родино). В том же году он был вновь избран в парламент и вступил в антифашистскую оппозицию, так называемый Авентинский блок. С приходом в стране нового режима в 1926 году Гронки был исключён из парламента.
В период с 1926 по 1943 год Гронки, не желая примкнуть к фашистской партии, прекратил свою политическую карьеру. Все эти годы он зарабатывал на жизнь, ведя собственный бизнес, сначала в качестве продавца, а затем промышленника.

### Карьера в правительстве Италии
В 1943—1944 годах он был одним из основателей новой Христианско-демократической партии, а также стал лидером левого крыла фракции, наряду с Джорджио Ла Пира, Джузеппе Доссетти и Энрико Маттеи. В те же годы он был членом многопартийного Комитета национального освобождения, где представлял свою партию. Когда с началом «Холодной войны» социалисты и коммунисты были исключены из состава правительства, Гронки резко протестовал против этого решения.
Хотя Гронки нередко вступал в противостояние со многими руководителями своей партии, в том числе и с её генеральным секретарём Альчиде де Гаспери, он всё же пробился довольно высоко в новом правительстве Италии, возглавив в 1944—1946 годах министерство промышленности, а в 1946 году был избран в Учредительное собрание. С 1948 по 1955 год Гронки был президентом Палаты депутатов Италии. При этом он подвергался преследованиям внутри собственной партии: после того, как Гронки выступил против ряда «чрезвычайных мер» правительства де Гаспери (включая ограничение права на забастовку), верхушка ХДП закрыла его газету «Либерта».
На IV съезде ХДП в 1952 году совместно с представителем центристского течения в христианской демократии Аминторе Фанфани выступил против электорального союза с крайне правыми силами (неофашистами и монархистами) и за создание «левоцентристского блока» с Итальянской социалистической партией и другими левыми, исключая коммунистов. На V съезде ХДП в 1954 году Гронки снова призвал, сменив союзников, совершить «сдвиг влево».
В 1955 году срок первого президента Италии Луиджи Эйнауди подошёл к концу, и парламент должен был выбрать его преемника. Новый секретарь Христианско-демократической партии Аминторе Фанфани оказывал содействие либералу Чезаре Мерцагора, который в то время возглавлял сенат страны. Однако крайне правое крыло ХДП во главе с Джузеппе Пелла, Джулио Андреотти, Гвидо Гонелла и Сальваторе Скока поддержало лидеров левых Джованни Пасторе, Джорджо Бо и Акилле Марацца, выступивших против партийного руководства, с целью продвижения Джованни Гронки. После долгих перепалок и окончательного крушения центристской коалиции, 29 апреля 1955 года Гронки был избран президентом Италии, набрав 658 голосов из 833.
В 1956 году во время президентства Д.Гронки Италия принимала VII зимние Олимпийские игры, которые проходили в городе Кортина-д’Ампеццо. При этом он открывал эти игры. В 1960 году когда Гронки оставался президентом, Италия принимала XVII летние Олимпийские игры, которые проходили в городе Риме. При этом он открывал и эти игры. Гронки стал вторым политиком в мире, который дважды открывал Олимпийские игры.

### Президентство
В своём инаугурационном обращении к парламенту Гронки призвал к социальным реформам, соблюдению гражданских свобод, искоренению нищеты и безработицы. Его деятельность на посту президента ознаменовалась стремлением постепенно открыть правительство для левых партий. Правые критики изображали политику Гронки как шаг к возможному возвращению социалистов и коммунистов в правительство, а следовательно — и к выходу Италии из НАТО. Поэтому эти проекты встретила жёсткая оппозиция со стороны либеральных партий.
В попытке выйти из тупика в 1959 году Гронки назначил премьер-министром доверенного члена его собственной католической левой фракции Фернандо Тамброни. Однако вскоре Тамброни оказался проводником правого политического курса, включая цензуру и антикоммунистические преследования. Столкнувшись с большим сопротивлением, он удержался в парламенте лишь благодаря голосам неофашистов из Итальянского социального движения. В 1960 году во многих городах Италии прошли массовые беспорядки против политики Тамброни, особенно серьёзные из них были в Генуе, Ликате и Реджо-нель-Эмилии, где полиция открыла огонь по демонстрантам, убив десятерых человек. На улицы Генуи были выведены танки. В ответ Всеобщая итальянская конфедерация труда провела многомиллионную забастовку, поддержанную Коммунистической, Социалистической, Социал-демократической и Республиканской партиями.
После этого Трамбони и его правительство христианских демократов было вынуждено с позором уйти в отставку. Печальный опыт правления Тамброни подмочил репутацию Джованни Гронки, и до конца своего срока в 1962 году он слыл в обществе как президент-неудачник. В 1962 году при поддержке Энрико Маттеи Гронки попытался получить второй мандат, но эта попытка с треском провалилась, и президентом был избран Антонио Сеньи.
С 11 мая 1962 года — пожизненный сенатор (в соответствии с конституцией Италии).
Скончался 17 октября 1978 года в Риме в возрасте 91 года.